# Kunskapsbrist
Kunskapsbrist (DD) (engelska: Data Deficient) är en term som används inom rödlistning av arter. Till denna kategori förs arter där man inte har tillräckliga kunskaper om artens utbredning och/eller populationsstatus. Därför kan man inte göra en säker bedömning av utdöenderisken, men för att arten skall klassificeras i denna kategori skall det finnas misstankar om att arten kan vara hotad eller försvunnen.

## Exempel på djur
- Bandsäl
- Jättemunhaj
- Plymuggla